# Fissidens peraculeatus
Fissidens peraculeatus är en bladmossart som beskrevs av Hugh Neville Dixon 1932. Fissidens peraculeatus ingår i släktet fickmossor, och familjen Fissidentaceae. Inga underarter finns listade i Catalogue of Life.